# 浄心寺 (安曇野市)
浄心寺（じょうしんじ）は、長野県安曇野市にある曹洞宗の寺院。山号は一佛山、院号は光明院。本尊は阿弥陀如来。

## 概要
天正6年（1578年）、信濃国安曇郡真々部村の専念寺5世存蓮社泉譽上人によって開山、天明年間に火災で焼失し、同6年（1786年）に小倉村北小倉から中村に遷移して再建。明治4年（1871年）廃仏毀釈により廃寺となるが、同18年（1885年）に再興された。本尊の阿弥陀如来のほか、脇侍に勢至・観世音両菩薩がある。現在の本堂は平成12年（2000年）に落成した。開山の泉譽上人像は近世初期の快慶様式である。